# Hydnoraceae
Hydnoraceae is een botanische naam, voor een familie van bedektzadigen. Een familie onder deze naam wordt vrij algemeen erkend door systemen voor plantentaxonomie, en ook door het APG-systeem (1998) en het APG II-systeem (2003).
Het gaat om een kleine familie van bladgroen- en blad-loze planten.
In APG I werd de familie ongeplaatst gelaten, terwijl APG II haar in de orde Piperales plaatst. In het Cronquist-systeem (1981) was de plaatsing heel anders, namelijk in de orde Rafflesiales.